# 無法挽回的明日
《無法挽回的明日》，日本女性創作歌手aiko的第26張單曲。2010年2月3日發行。

## 簡介
前作《milk／嘆息之吻》一年後才發行。
被用作菅野美穗主演的日本電視台電視劇《不委曲的女人》的主題曲，電視劇製作人太平太表示aiko與菅野美穗同屬一個世代的女性，而且與劇中主角堅持自我的個性相似，所以決定邀請aiko提供主題曲。同季aiko還為NHK晨間小說連續劇《歡迎龜來》演唱主題曲《那孩子的夢》，是日本罕有的為同季兩部電視劇提供主題曲的例子。
單曲發行首週獲得Oricon公信榜冠軍，連續兩首單曲獲得Oricon冠軍。

## 收錄曲目
1. 無法挽回的明日（戻れない明日）
日本電視台電視劇《不委曲的女人》的主題曲
2. Do you think about me?
3. 流轉之吻（キスが巡る）
4. 無法挽回的明日（instrumental）

全 作詞、作曲：AIKO；編曲：島田昌典

## 外部連結
- 唱片介紹